# Graphinica
Graphinica (グラフィニカ?, Kabushiki-gaisha Gurafinika) è uno studio di animazione giapponese fondato il 30 aprile 2009 e specializzato in animazioni 3DCG e 2D.

## Storia
La società si è costituita nel 2009 dopo che lo studio Gonzo vendette a Q-TEC la sua divisione video digitale, consentendogli la creazione della nuova compagnia.
Nel 2010 si è fusa con Decoloco, società del gruppo Q-TEC, e nel 2011 ha aperto lo studio Ogikubo avviando la produzione di animazione 2D. Nel 2017 acquisì la sussidiaria TYO Animations di AOI TYO Holdings che mutò il nome in Yumeta Company. Il 3 luglio 2018 assieme ad Avex Pictures annunciò la nascita di una nuova società, Flagship Line, che si occuperò di anime, giochi e contenuti VR.

## Produzioni

### Serie
- Boku wa Ō-sama (2013)
- Chain Chronicle - Light of Haecceitas (2017)
- Juni Taisen: Zodiac War (2017)
- Re: Stage! Dream Days ♪ (2019)
- Tokyo Mew Mew New (2021)
- CUE! (2022)

### Film
- Rakuen Tsuihō (2014)
- Chain Chronicle - Light of Haecceitas (2016-2017)
- Hello World (2019)

### OVA/ONA
- Hellsing: Ultimate (2011-2012, solo episodi 8-10)
- Hellsing: The Dawn (2011-2012)
- Wonder Momo (2014)
- JAE: Yamaeloid (2015)
- Baki (2018)
- Another World (2019, spin off di Hello World)
- Record of Ragnarok (2021)